# Глас (музика)
Глас (грец. ἦχος — букв. відголосок; пізніше також звук, звучання; мелодія, наспів) — багатозначний термін, що застосовується у православній літургіці і музиці православного побуту. У професійному лексиконі гласи також (використовуючи транслітерацію з грецької мови) іменують «іхос».

## Визначення гласу
1. У візантійській теорії музики глас — (а) те саме, що ладовий звукоряд; (б) вид модального ладу, зі специфічним набором (типово модальних) категорій і функцій. Вісім таких гласів трактувалися як єдина система і іменувалися осьмогласіє, або октоїх.
2. В давньоруській церковній монодії за традицією гласом називається комплекс поспівок (мелодійних формул); глас ідентифікується за наявністю в ньому характерних поспівок[2]. У сучасній науці поспівкова теорія зазнає критики. Противники традиційного уявлення розглядають давньоруський глас як (модальний) лад, однак згоди серед учених у питаннях теорії давньоруського ладу досі так і не знайдено[3].
3. У багатоголосній православній музиці — цілісна мелодія-модель, гармонізована за правилами тональності класико-романтичного типу. На основі таких моделей (в сукупності іменуються «обіходом») в сучасній православній церкві розспівуються багато молитвословних текстів — стихири, тропарі, ірмоси та ін.[4]

Гласи православного церковного співу типологічно споріднені псалмовим тонам католицького співу.